# Forest-Montiers

Forest-Montiers este o comună în departamentul Somme, Franța. În 1 ianuarie 2022 avea o populație de 389 de locuitori.